# João Duarte de Andrade
João Duarte de Andrade (ilha de São Jorge, Açores, Portugal — Velas, ilha de São Jorge, Açores, Portugal) foi um jornalista português e redactor do jornal “O Jorgense”. Seguiu o curso de Medicina.